# بريتا كاثارينا ليدبك
بريتا كاثارينا ليدبك (بالسويدية: Brita Catharina Lidbeck)‏ (1788 - 2 مارس 1864) مغنية حفلات سويدية هاوية. كانت عضوة في الأكاديمية الملكية السويدية للموسيقى .
هي ابنة بيتروس مونك أف روزنسولد، الأسقف في لوند. تزوجت من أندرس ليدبك، الأستاذ في لوند، وذلك في عام 1817. كما كانت طالبة عند مغني الأوبرا كارل ماغنوس كرايليوس ، وبدأت ظهورها العلني في حفل موسيقي نظمه كارل في ستوكهولم عام 1813. كانت بريتا كاثرينا ليدبيك مغنية للحفلات الموسيقية الغير محترفة. قامت بالأداء في الحفلات الخيرية وفي الجمعيات الموسيقية. تم تسجيلها في الأكاديمية الملكية السويدية للموسيقى في عام 1827. قامت بأخر أداء علني لها في حفل خيري لصالح طلاب الأكاديمية الملكية للموسيقى في 6 مارس 1842. قام مغنو الأكاديمية الملكية بالغناء في جنازتها.